# Реймънд Дърнат
Реймънд Дърнат (на английски: Raymond Durgnat) е английски кинокритик.
Роден е на 1 септември 1932 година в Лондон в семейство на швейцарски имигранти от хугенотски произход. Завършва английска литература в Кеймбриджкия университет, а през 1960 година – кино в Университетски колеж Лондон. Започва работа в списание „Сайт енд Саунд“ и скоро се налага като един от водещите британски кинокритици. През голяма част от 70-те години преподава в Канада и Съединените щати, след което се връща в Англия.
Реймънд Дърнат умира на 19 май 2002 година в Лондон.